# Biggs Darklighter
Biggs Darklighter es un personaje del universo de Star Wars.
De raza humana, este piloto era miembro de la flota de la Alianza Rebelde. Durante la Batalla de Yavin, tenía el código de Rojo Tres y pilotaba un caza X-Wing. Biggs Darklighter era amigo de la Infancia de Luke Skywalker. Lamentablemente Darklighter no sobrevivió a este asalto a la primera Estrella de la muerte. En la serie de Libros X-Wing, se presenta al hermano menor de Biggs, Gavin Darklighter, un joven piloto que se puede comparar en habilidad a Luke Skywalker. Se reconocía como un gran piloto de la alianza rebelde.
- Datos: Q3273056